# Argwings Kodhek
Argwings Kodhek (1923 à Malanga-Gem - 29 janvier 1969 à Nairobi) était un avocat et un homme politique kényan. Il est mieux connu  sous l'acronyme de « CMG » pour Chiedo Mar Gem en langue luo et qui peut être traduit par « la perle rare de Gem ». Il fut le principal défenseur des révoltés Mau Mau.

## Biographie

### Naissance
Il nait en 1923 dans le village de Malanga (0° 07′ 57″ N, 34° 25′ 10″ E) près de Gem (actuel comté de siaya). Il est le fils d'Omolo Odhek.

### Éducation
Après sa scolarité primaire à la Nyawara Primary School, il suit les cours de l'enseignement secondaire à la
 Saint Mary's School of Yala puis ceux du collège universitaire Makerere de Kampala. Ses études brillantes lui permettent d'obtenir, en 1947, une bourse d'études pour suivre les cours de l'University College of South Wales and Monmouthshire à Cardiff. Il en sort, en 1949, avec un diplôme de Bachelor of Laws (LLB) puis, en 1951, avec celui de Doctor of Laws (LLD) de l'université de St Andrews.

### Carrière professionnelle
Dès ses études terminées, Argwings Kodhek rentre au Kenya et devient le premier avocat africain de la colonie.
Il devient aussi le principal défenseur, devant les tribunaux, des révoltés Mau Mau entre 1952 et 1956.

### Carrière politique
Entre 1961 et 1963, il siège au Legco (Colonial Legislative Council) (« Conseil Législatif de la Colonie ») comme un des quatorze membres africains.
Lors des premières élections législatives en 1963, il obtient le siège de député représentant de la circonscription électorale de Gem. Lors des élections de 1966, il conserve son siège et est nommé, en 1968, ministre des Affaires étrangères par le président Jomo Kenyatta.

### Vie privée
Il devient, en 1951, le premier « noir » kényan à épouser une femme « blanche » : Tate Mavis.

### Décès
Le 29 janvier 1969, il est victime d'un accident mortel de la circulation à Kilimani (Nairobi)  sur la route qui porte désormais son nom. Selon la tradition des Luo, il est enterré dans la propriété familiale de Malanga.
Une exhumation posthume suggère qu'il ne s'agit pas d'un accident mais d'un homicide volontaire. Des dossiers réunis et détenus par la famille de CMG indiqueraient que les enquêteurs du ministre Paul Ngei (en) ont pu identifier un véhicule de police faisant partie de l'escorte du vice-président Daniel Arap Moi et transportant les tireurs. Andrew Omanga, l'ancien secrétaire d'Argwings Kodhe, affirme, quant à lui, que GMC lui a confié, avant de mourir, qu'il a « subi un choc et qu'il a entendu un coup de feu ». Le lendemain du décès, le procureur général Charles Njonjo (en) déclare que les blessures trouvées sur le corps sont compatibles avec celles occasionnées par des coups de feu.

## Mémoire
- La rue où il est mort (Hurlingham Road) à Nairobi porte maintenant son nom (Argwings Kodhek Road) ;
- le compositeur George Ramogi lui a dédié une chanson en 1969 : Argwings Kodhek (onindo) (onindo signifie « il dort » en langue luo).